# Антиокситанский шовинизм
Антиокситанский шовинизм — это враждебность к населению Окситании, распространённая среди северных французов на рубеже XIX-XX веков в Третьей Французской республике. Её причины лежат в языковом, экономическом и культурном отличии жителей юга и севера страны, а также в разном осмыслении истории Франции. Помимо этого, роль играли этнические стереотипы, согласно которым население Южной Франции ведомо страстями, а не разумом, болтливо, тщеславно и лениво: это объяснялось тёплым солнечным климатом, облегчающим их жизнь. В то же время, сторонники превосходства севера Франции считали южан господствующими в обществе и видели корни этого господства в римском завоевании, подвиге Жанны д'Арк и Французской революции. Во французском языке данный шовинизм обозначается термином «antiméridionalisme», который переводится буквально как «антиюжанизм».
Неприязнь к южанам продвигалась частью консерваторов, монархистов и правых националистов. Патриотизм южан ставился под сомнение, их считали трусливыми и равнодушными, а в результате поражения в Лотарингской операции в 1914 году их поспешно объявляют виновными. Политики юга, Леон Гамбетта и Эрнест Констан, осуждаются как популисты, узурпировавшие власть, чтобы монополизировать богатство севера и перераспределить его на юге. Наконец, жители юга представляются особой «расой», страдающей от протестантов и евреев, с которыми они будут работать, чтобы захватить власть. Подобное поведение, предписываемое южным французам, преподносилось как следствие строения их мозга.

## Истоки ненависти

### От теории климата к стигматизации
Юг Франции как расплывчатое географическое пространство и продукт революции, положивший конец провинциям, связан с прочтением нации из ее парижского центра,. Шовинизм развивался с формированием этнических стереотипов, а также с моральной и физической классификацией людей. Классификации были основаны на предубеждениях, опирающихся на теории климата, и на лингвистический, экономический, культурный и исторический аспект.
Монтескьё в «О духе законов» (1748), Мадам де Сталь в «De la Littérature» (1800) и особенно Шарль Виктор де Бонштеттен в «L'homme du Midi et l'homme du Nord ou l'influence du climat» (написанном в конце XVIII века) выражают мысль о том, что южане из-за климата будут иметь моральную и военную неполноценность по сравнению с северянами. Работа Бонштеттена, которая систематизирует это различие, отражает общее настроение того времени.

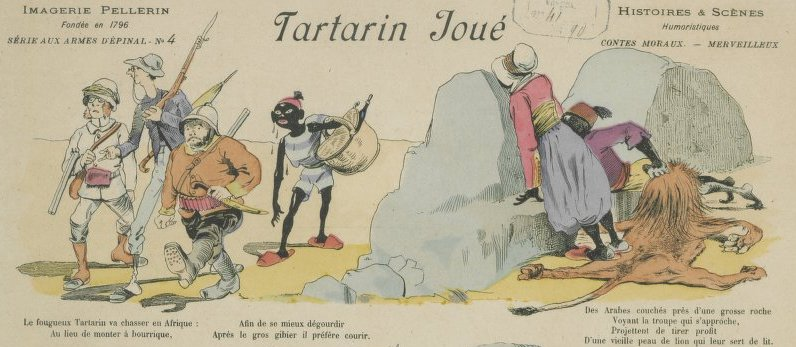
Изображение из Эпиналя, коммуны на северо-востоке Франции, иллюстрирующееТартарена из Тараксона Альфонса Доде (1890).

С начала XIX века в обществе особенно обращают внимание на экономический дисбаланс между югом Франции, все еще в значительной степени сельскохозяйственном из-за недостатка капитала, и севером, находящимся в процессе индустриализации, вслед за ростом английской и немецкой экономики. Аграрный юг также воспринимается как менее образованный, хотя это во многом ошибочно. На видение его как аграрного и необразованного ложится еще и мнение, что южане жестоки и склонны к насилию. Этому поспособствовал целый ряд событий: резня в Гласьере в Авиньоне в 1791 году, решающее вмешательство Марселя во время восстания днем 10 августа 1792 года, восстание федералистов 1793 года и белый террор 1815 года.
Их акцент и манера речи, использование окситанского языка, непонятного для северных французов, также высмеиваются и презираются,.
На рубеже Второй империи и Третьей республики, в народном сознании северян «хвастливый и нелепый провансалец» заменяет «болтливого, но гордого гасконца», и находит свое воплощение в общем образе южанина.  В начале 1870-х, этому во многом поспособствовал успех романа «Тартарен де Тараскон» Альфонса Доде. Усугубило укоренение и распространение стереотипа включение всех этих образов в академические пособия второй половины XIX века. Довольно быстро оппозиция Север/Юг стала общепринятой среди элит, при Эрнесте Ренане, наставнике французских интеллектуалов.

### Поиск ответа в истории Франции

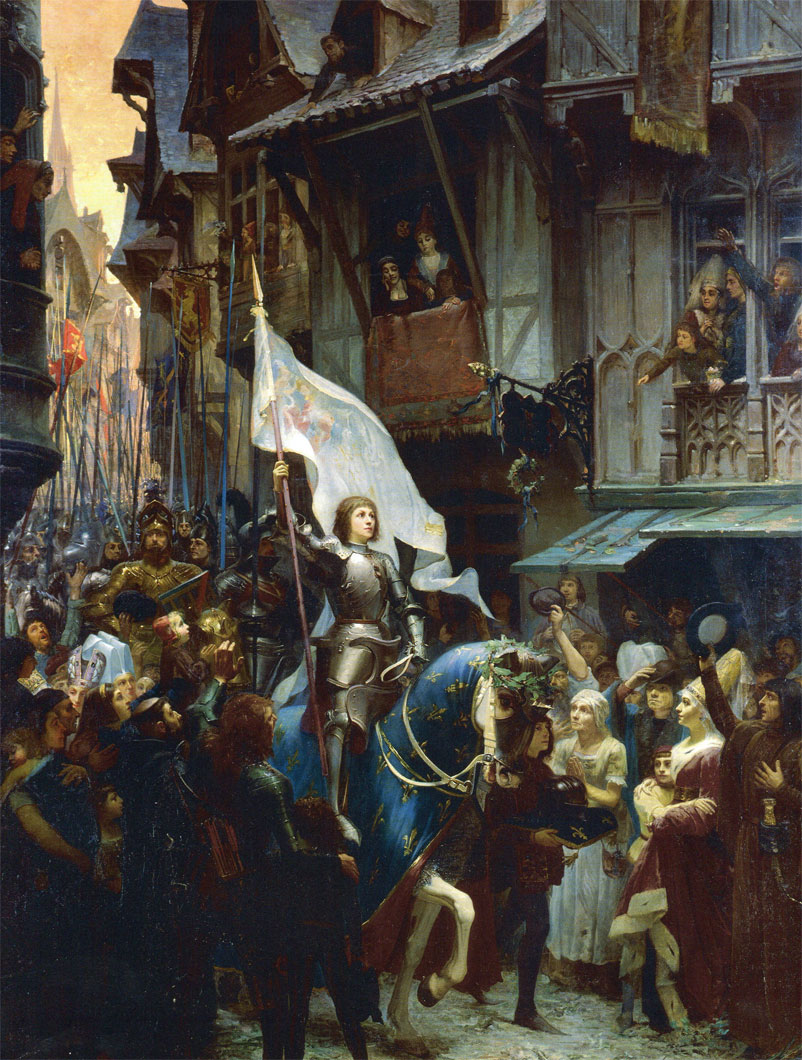
Въезд Жанны д'Арк в Орлеан, картина Жан-Жака Шерера, Орлеанский музей изящных искусств, 1887.

Шовинисты ищут происхождение «этнического неравенства», которое они считают очевидным, в истории. Согласно писателю Морису Барресу в статье газеты «Le Gaulois» в 1903 году, завоевание Галлии Юлием Цезарем было первопричиной неравенства между Севером и Югом. Для Гастона Мери в его тезисном романе «Жан Револьт, роман о борьбе» (1892) древний Рим служил плацдармом для экспансии южан в Северную Европу. По мнению некоторых консерваторов, революция 1789 года могла дать южанам (французам галло-римского происхождения) превосходство над северянами франкского происхождения. Южане при этом описывались как склонные к эгалитаризму, пацифизму и наслаждениям, а северяне как склонные к элитаризму, труду и воинственности,. Согласно писателю и историку Эрнесту Ренану, превосходство нежелающих воевать южан могло стать основной причиной поражения французов германским государствам в 1870 году.
В своем романе «Там, внизу» (1891) Жорис-Карл Гюисманс критически рассматривает роль Жанны д'Арк в Столетней войне. Отмечается, что именно по ее вине несовместимый юг и север оказались объединены в бессвязную Францию. В этом же романе Гюисманс восходит к доисторическим временам и видит еще не образовавшуюся Францию и Англию как «одну и ту же территорию» с «одним и тем же корнем».  В следующем году франкмасон и прогрессивный республиканец Луи Мартен публикует небольшое произведение, в котором тоже подчеркивает наследие Жанны д'Арк как негативное. По его мнению, она предотвратила слияние французов и англичан в единую нацию и даже привела к еще большему разрыву между французским и английским национальным характером. Напротив, для Шарля Морраса, горячего защитника юга, хотя и националиста, она отвергла северного врага в лице англичан и сохранила преобладание латинского наследия во Франции.

## Проявления ненависти
Шовинизм в отношении южных французов представляет собой как простое пренебрежение, недоверие, враждебность, так и открытую ненависть или расизм. При этом «обоснования» шовинизма со временем менялись мало и не могли прямо влиять на степень проявления шовинизма. В свою очередь, это свидетельствует о напряженности французского общества. Наивысший накал шовинизма пришелся на промежуток между 1870 и 1914 годами,. По словам Жана-Мари Сейана, он достиг своей кульминации в начале 1890-х годов во французском протофашизме. Лингвист и защитник Окситании Роберт Лафон характеризует это как внутренний расизм. 

### Патриотизм и участие в войне

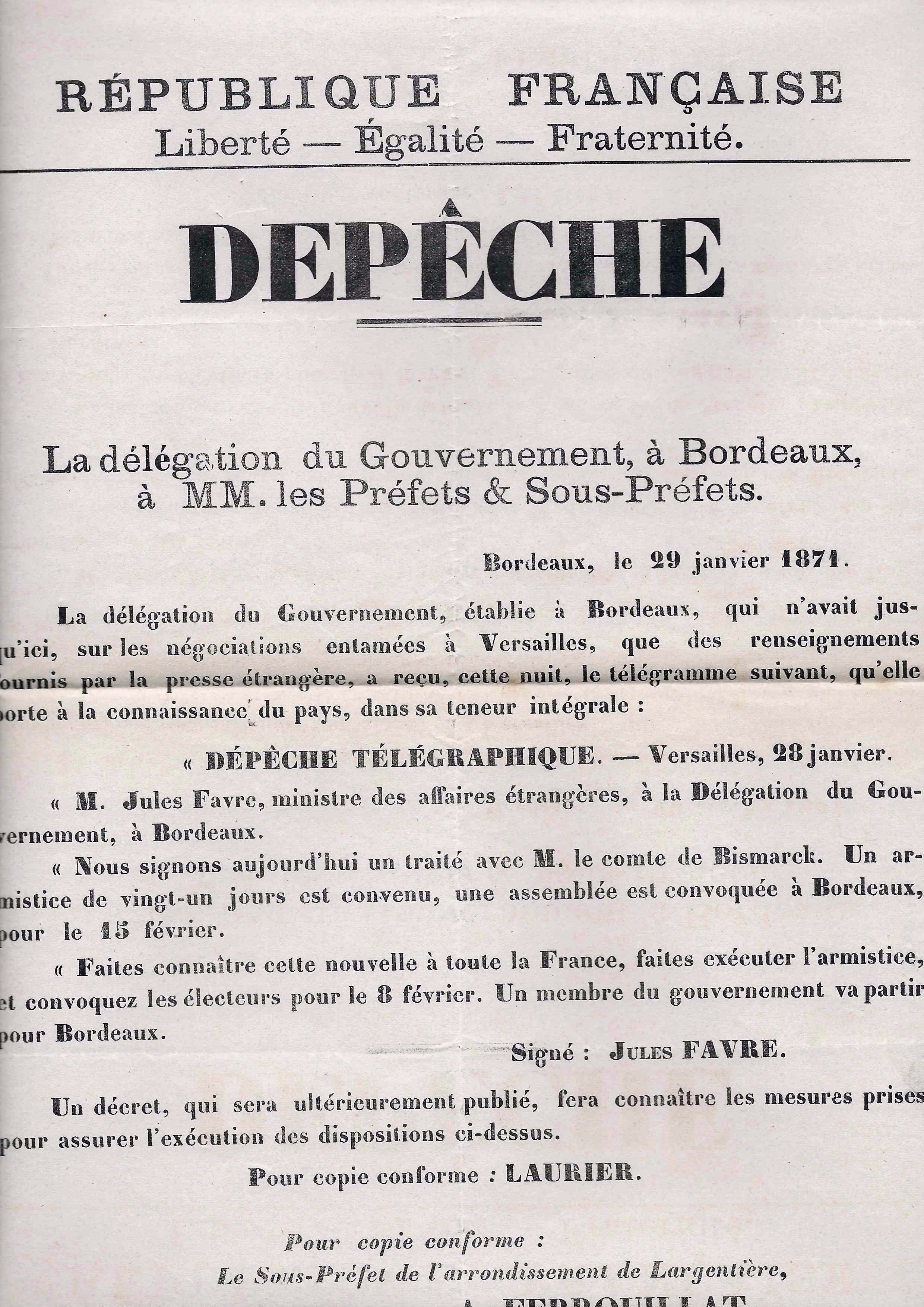
Известие о перемирии 1871 года.

Со временем южные регионы разочаровываются во французском государстве, в результате чего могут сопротивляться исполнению военных обязательств, уплате налогов, а иногда яростно бунтовать. Параллельно этому, поражение в решающей битве 1870 года определило общественные настроения и люди нашли козлов отпущения — вина была возложена на южных французов. Альфонс Доде в «Защите Тараскона» в 1871 году изобразил тарасконцев хвастливыми и непростительно равнодушными к франко-прусской войне,. Вскоре французы, переживая горечь поражения, легко обобщили образ тарасконцев до реальных жителей всего юга страны. Также поэт Поль Дерулед в пьесе «De Profundis» из сборника солдатских песен изображает лагерь марсельца, который предпочитает сохранять мир, а не сражаться. Этот сборник был очень популярен среди широкой аудитории до 1914 года и оказал значительное влияние на восприятие южан как трусливых и непатриотичных людей,. Однако сравнительное изучение участия в войне южан и северян по данным французских ведомств не показывает существенных различий, а мятежи после перемирия были как на юге, так и на севере Франции.
Восстание виноградарей 1907 года ознаменовалось мятежом 17 пехотного полка, в котором служили солдаты южной Франции, обеспокоенные судьбой средиземноморского города Безье. После мятежа военное руководство в своем отчете широко использовало стигматизирующие этнотипические стереотипы. Подполковник Эмиль Дриан также активно прибегает к ним в своем романе «Подводные робинзоны», который построен на противостоянии между преданным бретонцем и отталкивающим образом мятежного провансальца-«интернационалиста». Произведение имело большой успех среди консервативной молодежи.
При первом поражении французской армии в августе 1914 года, во время Лотарингской операции, провансальцы 15-го корпуса были признаны виновными парижским сенатором Огюстом Жерве в журнале «Le Matin». Вскоре некоторые другие газеты вновь подняли обвинение на обсуждение, однако заявив, что причинами поражения были неадекватность стратегии и доктрина наступления до последнего. Тем не менее, двух солдат казнили по ошибке, а обвинения уже нанесли ущерб репутации южан, даже несмотря на опровержения обвинений со стороны правительства.  На фронте солдаты с юга презирались, считаясь трусами, и подвергались издевательствам со стороны солдат и офицеров с севера,. В качестве оскорбительного обращения к южным солдатам использовалось имя Тартарена из раннее упомянутого произведения Доде.  Война смешала людей из разных частей Франции воедино, поэтому использование стереотипов позволяло внести ясность в свое окружение и собственную идентичность. Часто сталкиваясь со стойкими предубеждениями, южные солдаты одного региона могли пытаться переложить ответственность на солдат другого южного региона или вовсе отрицать свою принадлежность к югу Франции.

### Государственное управление
К концу XIX века республиканцы потеснили правых националистов и консерваторов, добившись большего политического влияния. В результате, правые быстро пришли к выводу, что южные политики (которые часто были левыми) отняли у них власть с целью присвоить себе богатства севера и перераспределить их у себя на юге,. Это объясняется тем, что юг воспринимался как экономически отсталый, а север как гораздо более развитый промышленно. Такой взгляд соответствовал действительности, как и тот факт, что север вносил куда более значительный вклад в государственный бюджет. Однако, с 1871 по 1914 год только 28,3% портфелей министров и государственных секретарей принадлежали выходцам с юга. Южане также считались склонными к радикализму и социализму из-за социальных конфликтов или своих политических высказываний,.

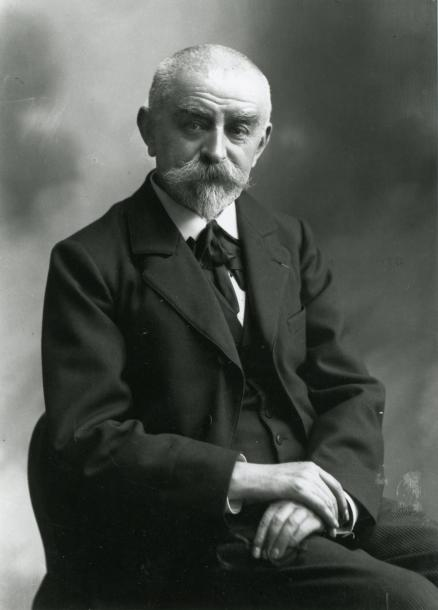
Жорис-Карл Гюисманс, писатель и чиновник министерства внутренних дел, 1904 год.

Министр внутренних дел и франкмасон Эрнест Констан, уроженец юга, сыграл важную роль в изгнании иезуитов и аресте популярного генерала-реваншиста Жоржа Буланже, а также в преследованиях Лиги патриотов. Эти события спровоцировали новую вспышку ненависти среди крайне правых,. Ненависть также укрепил захват власти Левым блоком между 1902 и 1904 годами. Левый блок во многом состоял из южан, которые проводили развернутую антиклерикальную политику,. Помимо ослабления церкви, южан упрекали в пятнании чести военных делом Дрейфуса,.
Распространение ненависти во многом обязано литературной элите. Например, Гастону Мери, который в произведении «Жан Револьт, роман о борьбе» открыто пишет «Южанин это враг!», а также нескольким газетам, включая Le Matin и La Gazette, и Жорис-Карлу Гюисмансу, Леону Доде. В 1871 году, антиреспубликанец Альфонс Доде в статье журнала «Фигаро» обвиняет южан в том, что они воспользовались войной для продвижения в политике и стояли у истоков противной ему Третьей республики. Викторьен Сарду в пьесе «Рабагас» обвинял жителей Прованса в захвате власти. Аналогично и Альфонс Доде в популярном романе «Numa Roumestan» характеризовал южан как пустословов, дорвавшихся до государственного управления через парламентаризм,. В обоих произведениях фигура республиканца и уроженца южной Франции Леона Гамбетты является центральной. Социолог Эдмон Демолен в работе «Французы сегодня» (1898) ищет причины «природы южан» в их образе жизни и климате. Слова историка Селина Пиота о южанах тоже вряд ли можно назвать лестными: «жертва неизлечимой нетрудоспособности, южанин от природы склонен к политике, к этому прибыльному промыслу ленивых и неиндустриальных народов».   
Депутат Жюль Делафосс, писатели и члены Лиги французского Отечества, Жюль Леметр и Морис Баррес, а также ряд других лиц, за счет влияния севера стремятся осудить ошибки и преобладание южных политических деятелей,. В 1907 году националист Шарль Моррас, южанин, но противостоящий левым радикалам, утверждает, что политики юга намеренно держат страну в состоянии крепостного права. 
После Первой мировой войны плохо воспринималось появление южных госслужащих в северных и восточных регионах. От них ожидали неэффективного управления, а само их появление рассматривалось как вторжение.

### Дискриминация на основе расовых теорий
Южные французы воспринимаются как отдельная раса многими авторами тех лет, например, Артюром де Гобино, Жюлем Мишле и даже Ипполитом Тэном. Такой подход утверждает, что, во-первых, население к югу от Сены находится в глубоком упадке, содержа лишь остатки германской расы. Во-вторых, она подвержена метисации и, в-третьих, имеет чувственный и грубый характер без интеллектуального и нравственного стержня.
С точки зрения части националистов, южане это анти-французы. Если они чужды интересам нации, то это на самом деле потому, что они принадлежат к другой расе или, точнее, потому, что они испорчены и растворены чуждыми идеями и кровью. Они также отмечали, что на юге самая большая концентрация протестантов и особенно евреев. Эта идея еврейского влияния на юг Франции восходит к «Опыту о неравенстве человеческих рас» Артюра де Гобино (1852), но четкая ассоциация южан с евреями устанавливается с началом Третьей республики и подкрепляется страхом перед демократическими идеями. Для провансальца Шарля Морраса население юга находилось во внутреннем изгнании и потому оставалось здоровым, несмотря на власть радикальных социалистов. По его мнению, внутреннее изгнание южных французов происходит из-за еврейского, протестантского и некогда альбигойского угнетения,. Но он единственный, кто продвигал это видение.

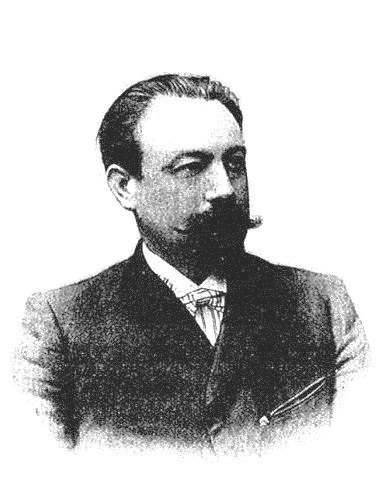
Гастон Мери, 1 августа 1909 год.

Расовое различие поддерживалось и некоторыми учеными. В 1911 году в газете L'Opinion доктор Репен из Института Пастера утверждал, что противоположность темпераментов совпадает с противоположностью соотношений черепов долихоцефальной и брахицефальной расы. Долихоцефалия приписывалась англосаксам и франкам, а брахицефалия — кельтам и латинянам. Мозг южан характеризовался как меньший по размерам в виду черепного индекса, а потому менее склонным к размышлениям, а беглость речи объяснялась частотой связей. Южные французы могут иметь ту же внешность, что и евреи, кроме того, они легко узнаваемы по их акценту, поведению и даже запаху чеснока, который им приписывали французские шовинисты. Их язык характеризовался как поверхностный сам по себе.
Эдуард Дрюмон в «Еврейской Франции» (1886 г., том II) утверждает, что Леон Гамбетта стремился установить еврейскую республику во Франции. Гастон Мери, поклонник Дрюмона, утверждает, что южанин и еврей подобны братьям и они взаимозависимы: «первый нуждается в деньгах, а второй в победе на выборах, еврей легче укрепляет свои позиции, если прикрыт южным французом», поэтому «есть латинская и еврейская опасность». Но Гастон Мери оригинален в мысли, что германцы составляли дворянство, разгромленное революцией. Латиняне, по его мнению, составляли основную массу буржуазии, которую необходимо победить, а кельты, сохранившие кровь чистой, должны возвыситься.
По словам историка литературы Сары Аль-Матари, «опыт буланжистов открывает писателям новые эстетические перспективы в виде литературы «расы», политизированной и иногда состоящей в диалоге с научными публикациями, которые во второй половине XIX века обнаруживали в латинских народах склонность к самодержавию в форме абсолютной монархии, террора или цезаризма». В то время, как одни мыслят латинян как идеал цивилизации, приверженцы других политических идей относятся к нему с отвращением или даже ненавистью,.

## Постепенное затухание
После Первой мировой войны, французское презрение к южанам постепенно затухало, во многом из-за перемещений населения. Но в 1935 году лауреат Нобелевской премии Алексис Каррель снова написал, что северные расы превосходят расы Средиземного моря. Перед Второй мировой войной писатель Луи-Фердинанд Селин тоже проявляет шовинизм: «воинственный и производительный север противостоит угрожающему и парализующему югу».